# Незнакомец в Гонконге
«Незнакомец в Гонконге» (кит. 香港過客, англ. Stranger in Hong Kong) — гонконгский приключенческий фильм режиссёров Лю Фангана и Гуй Чжихуна, вышедший в 1972 году.

## Сюжет
Чан Шань прилетает в Гонконг вместе с женой и сыном, и сразу выясняется, что его хотят убить. Ли Сы предлагает защиту и помощь. На следующий день красавица Ли На предлагает Чану зайти к ней вечером. Пара посещает игорное заведение, где Чан проигрывает все свои деньги и сто долларов, которые Ли На дала ему. Чана обвиняют в передаче фальшивых банкнот. Развязывается драка, и Чана похищает Тан Санье. Похититель предлагает Чану десять тысяч долларов за взлом сейфа, где хранятся драгоценности. Тан, лидер банды преступного мира, знает, что Чан разрабатывал замки для хранилищ. Когда Чан отказывается сотрудничать, Тан сообщает ему, что жена и сын находятся в заложниках у банды.

## В ролях
| Актёр         | Роль        |
| ------------- | ----------- |
| Цзинь Фэн     | Чан Шань    |
| Бетти Пей Ти  | Ли На       |
| Тянь Фэн      | Ли Сы       |
| Чжэн Вэньцзин | миссис Чан  |
| Чин Мяо       | Тан Санье   |
| Чжань Сэнь    | Тин Тачуань |
| Ли Пэнфэй     | игрок       |
| Ли Юньчжун    | полицейский |
| Ли Хао        | бандит      |
| Юэ Хун        |             |
| Ди Но         | бандит      |
| Джеки Чан     | грабитель   |